# 풍림화산
'바람처럼 빠르게, 숲처럼 고요하게, 불길처럼 맹렬하게, 산처럼 묵직하게'라는 뜻으로, 병법에서 상황에 따라 군사를 적절하게 운용하여야 승리를 거둘 수 있다는 말이다. 중국의 대표적인 병법서인 《손자(孫子)》에서 유래되었다.
[네이버 지식백과] 풍림화산 [風林火山] (두산백과)

풍림화산

풍림화산(風林火山)은 센고쿠 시대의 일본 무사인 다케다 신겐의 전술 정신을 나타내는 말이다. 빠른 것은 바람처럼, 조용한 것은 산림처럼, 공격은 불처럼, 움직이지 않는 것은 산처럼 하라는 뜻이다. J리그 소속팀인 반포레 고후 팀명의 유래이기도 하다.

## 같이 보기
- 방포레 고후